# Pierre Schapira (mathématicien)
Ne doit pas être confondu avec Pierre Schapira.
Pour les articles homonymes, voir Schapira.
Pierre Schapira est un mathématicien français, né le 28 avril 1943.

## Biographie
Étudiant avec Jacques-Louis Lions, Schapira soutient un doctorat, avec un travail sur les hyperfonctions de Sato, déjà utilisées en France par André Martineau. Cela lui permet d'être invité en 1971 à Kyoto, où il rencontre Masaki Kashiwara. Il est professeur à l'université Paris-XIII dans les années 1980 et devient professeur à l'université Paris-VI dans les années 1990.
Son domaine est l'analyse algébrique, en particulier l'analyse microlocale de Sato, en collaboration avec les concepts de  l'école française d'analyse (faisceaux après Jean Leray et catégorie dérivée d'Alexandre Grothendieck). Il travaille en étroite collaboration avec Kashiwara, qu'il a rencontré au Japon, déjà en 1971, qui était alors à Paris en 1976/77 et avec lequel il a publié plusieurs livres.

## Prix et distinctions
En 1990, il est orateur invité au congrès international des mathématiciens à Kyoto, donnant une conférence intitulée Préfaisceau pour équations aux dérivées partielles. Il est fellow de l'American Mathematical Society depuis 2013. En 2023, il est lauréat du prix Sophie-Germain.

## Travaux
- Basic teachings of mathematical sciences, volume 292, avec Kashiwara, Christian Houzel: Sheaves on Manifolds, Springer Verlag 1990, 3e tirage 2002
- Basic teachings of mathematical sciences, volume 332, avec Kashiwara: Categories and Sheaves, Springer Verlag 2006
- Theory of Hyperfunctions, Lecture notes in mathematics volume 126, Springer Verlag 1970
- Microdifferential systems in the complex domain, principles of mathematical sciences, volume 269, Springer Verlag 1985
- avec Kashiwara: Microlocal study of sheaves, Asterisque, volume 128, SMF (Société mathématique de France), 1985
- avec Kashiwara: Ind-Sheaves, Asterisque, volume 271, SMF, 2001
- (en) Pierre Schapira, « Mikio Sato, a Visionary of Mathematics », Notices Amer. Math. Soc., vol. 54, no 2,‎ 2007, p. 243-245 (lire en ligne)
- (en) Masaki Kashiwara et Pierre Schapira, Sheaves on Manifolds : With a Short History "Les Débuts De La Théorie Des Faisceaux" by Christian Houzel, Berlin/Heidelberg/Paris etc., Springer, 1990, 528 p. (ISBN 3-540-51861-4, lire en ligne)
- (en) Masaki Kashiwara et Pierre Schapira, Categories and Sheaves, Springer, 2006, 508 p. (ISBN 3-540-27949-0, lire en ligne)
- Pierre Schapira, Théorie des hyperfonctions, Springer-Verlag, 1970 (ISBN 3-540-04915-0)